# Alfons Salvador de Vilallonga i Cabeza de Vaca
Alfons Salvador de Vilallonga i Cabeza de Vaca   (5 de febrer de 1927 - 12 de desembre de 1997) fou un noble català, III baró de Segur i VIII baró de Maldà i Maldanell.

## Biografia
Era fill de Salvador de Vilallonga i de Càrcer (1891-1974), II baró de Segur i VII de Maldà, i de María del Carmen Cabeza de Vaca y Carvajal (Madrid, 1893-Sant Feliu de Llobregat, 1980), filla del marquès de Portago. Casat amb Concepció Serra i Ramoneda (Barcelona, 22 de gener de 1932-22 de maig de 2022), filla d'una família d'empresaris tèxtils, tingueren quatre fills: Alfons, que heretà els títols nobiliaris, Cristina, Elena i Sílvia.
L'any 1987 va dipositar a l'Arxiu de la Corona d'Aragó el fons familiar, conservat al Palau Falguera (Sant Feliu de Llobregat), i que comprenia la documentació de les famílies Amat, de Càrcer i VIlallonga, dels marquesat de Castellbell i de Castellmeià i de les baronies de Maldà i Maldanell.